# Sadler-imola
A budai imola vagy Sadler-imola (Centaurea sadleriana) az őszirózsafélék (Asteraceae) családjának katángformák (Cichorioideae) alcsaládjába, a Cardueae (Cynareae) nemzetségcsoportba, a Centaurea vagy imola nemzetségbe tartozó évelő növényfaj. Specifikus nevét Sadler Józsefről (1791–1849), a pesti egyetem gyógyszerész-, orvos- és botanikusprofesszoráról kapta.
A Kárpát-medence területén szubendemikus.
A Pilis–Budai-hegységben gyakori. A löszös-homokos talajt kedveli. A Mátrában megtalálhatóak állományai.

## Jellemzők
60–100 cm magas, ágas növény. Lándzsás-karéjos levelei szárnyasan szeldeltek, érdesek. A fészekvirágzat ovális vagy gömbös, 15–18 mm széles, a belső fészekpikkely függeléke nagy, kerekded-ovális, hártyás, töve fekete, széle ezüstfehér, fényes. A virágok rózsás pirosak, május és késő október között nyílnak. Termése bóbitás kaszattermés.

## Védelme
A faj nincs veszélyben, de szűk élettere miatt (csak Magyarországon és határterületein él) Magyarországon védett növény, és az európai Vörös lista is említést tesz róla.
2008-ban florisztikai vizsgálatok folytak a Dunapataj településhez tartozó Nagy-szék (80 hektár) és Sas-szék (10 hektár) nevet viselő szikes legelőkön.
A vizsgálatok során kimutatták, hogy a két területen a budai imola (Centaurea sadleriana L.) populációi élnek. A faj nem mondható egy gyakori fajnak, de a Kiskunság ezen vidékein viszonylag nagyobb populációival is lehet találkozni.

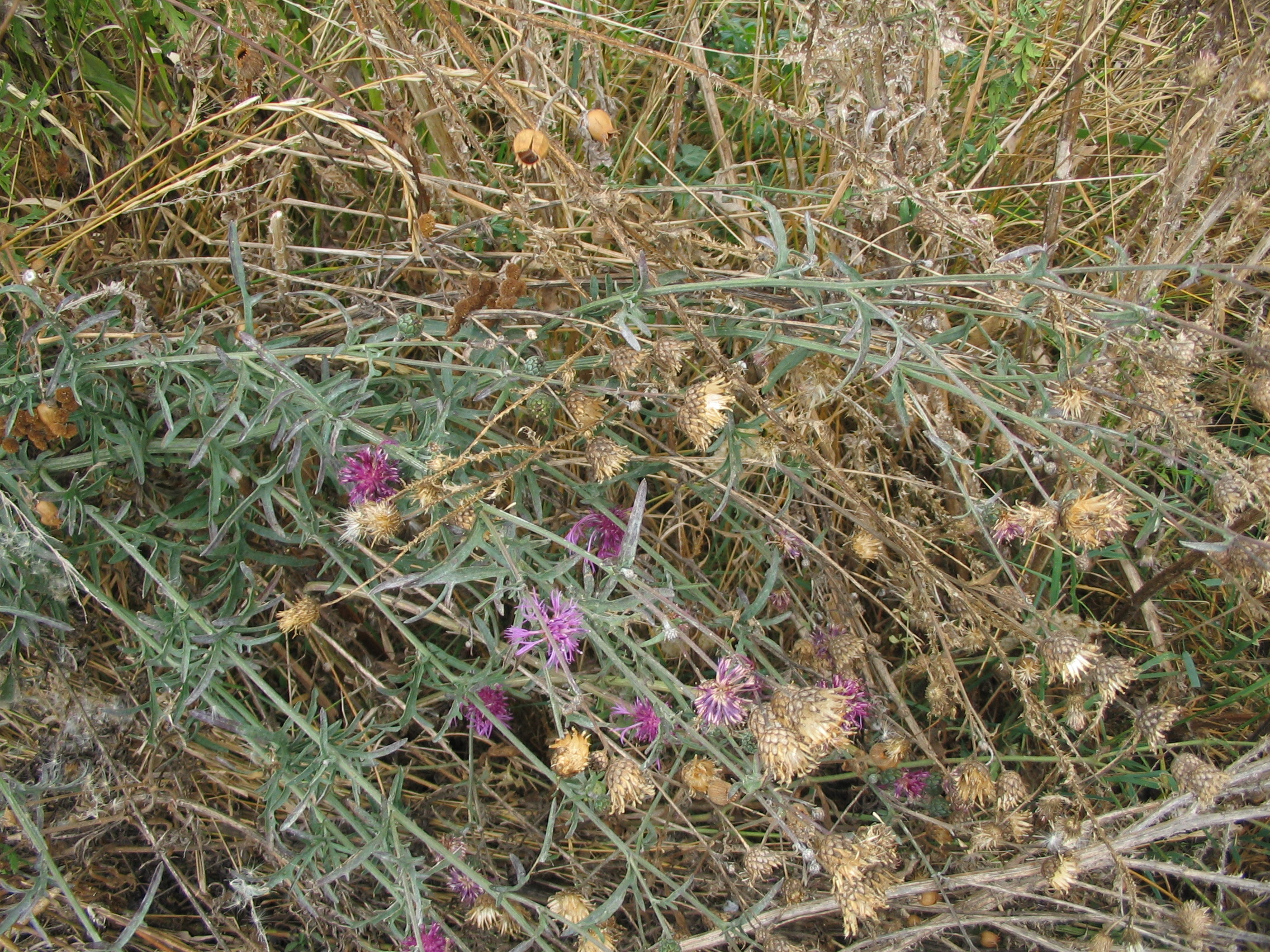
Centaurea sadleriana
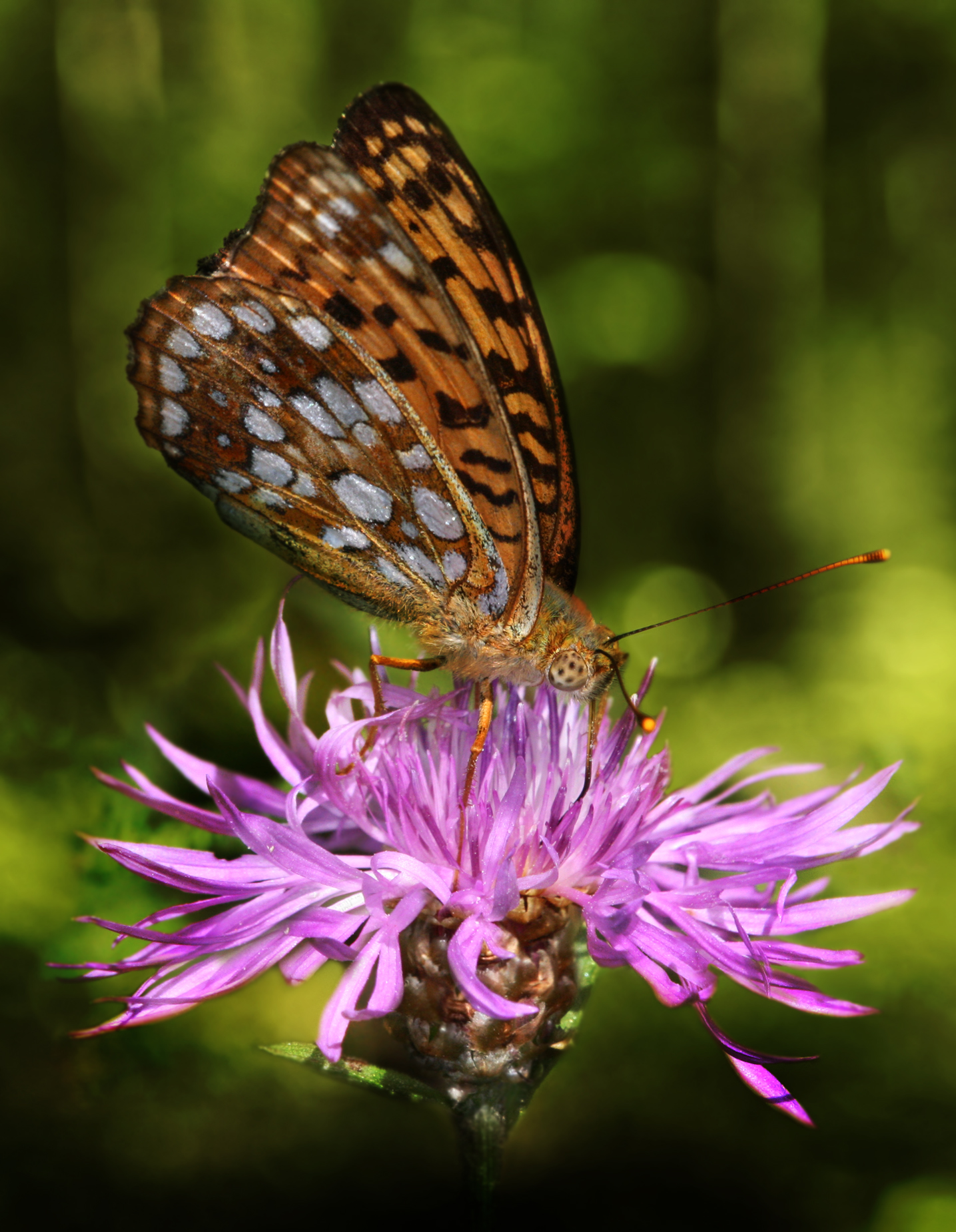
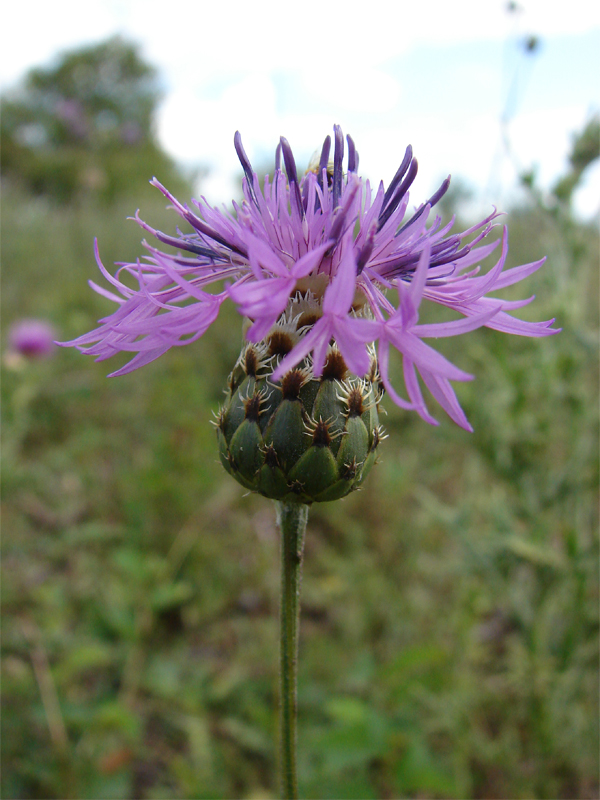
Budai imola a dunapataji Nagy-széken